# Blue Byte
Blue Byte è un'azienda tedesca dedita allo sviluppo di videogiochi con sede nella città di Düsseldorf, fondata nel 1988 da Lothar Schmitt e Thomas Hertzler.
Nel 2001 è stata acquisita da Ubisoft, prendendo il nome attuale di Ubisoft Blue Byte.

## Videogiochi
La seguente lista indica i videogiochi sviluppati fino all'acquisizione di Ubisoft nel 2001.
- Great Courts (1988)
- TwinWorld (1989)
- Tom and the Ghost (1990)
- Atomino (1990)
- Battle Isle (1991)
- Great Courts 2 (1991)
- Apidya (1992, come Play Byte)
- Ugh! (1992, come Play Byte)
- The Great War: 1914-1918 (1992)
- Yo! Joe! (1993)
- The Settlers (1993)
- Battle Isle '93: The Moon of Chromos (1993)
- Battle Isle 2 (1994)
- Albion (1995)
- Chewy: Esc from F5 (1995)
- Dr. Drago's Madcap Chase (1995)
- Battle Isle 3 (1995)
- The Settlers II: Veni, Vidi, Vici (1996)
- Archimedean Dynasty (1996)
- Incubation: Time Is Running Out (1997)
- Extreme Assault (1997)
- Game, Net & Match! (1998)
- The Settlers III (1998)
- Stephen King's F13 (1999)
- Battle Isle: The Andosia War (2000)
- The Settlers: Smack a Thief! (2000)
- The Settlers IV (2001)